# Pulp (romance)
Pulp é o último romance terminado do escritor Charles Bukowski. Foi publicado pouco antes da morte de Bukowski, em 1994. Ele começou a escrever o livro em 1991 e encontrou diversos problemas durante a criação. Em 1993, ficou doente, com apenas três quartos de Pulp feitos. 

## Visão geral
Pulp é um romance de pulp fiction que atua também como um metapulp. Pulp trata das obsessões do gênero pulp fiction, fazendo graça de si mesmo como um estereótipo do gênero em sua forma mais suja. Bukowski dedica o livro à "má escrita", já que ele não planejou bem o mistério e frequentemente colocou Nicky Belane em furos dos quais ele não podia sair. Bukowski escreve algumas de suas mais violentas, cínicas, sarcásticas e chocantes cenas durante os meses finais de sua vida. Muitos críticos concordam que a obra exemplifica uma amostra de Bukowski da aceitação da sua própria mortalidade pendente.
Sendo uma história policial convulsiva sobre um habilidoso detetive particular que resolve seus casos simplesmente esperando por eles, Pulp evoca Raymond Chandler, autor que viveu em Los Angeles e lá compôs suas obras, como fez Bukowski. O livro também apresenta semelhanças com o trabalho de Dashiell Hammett; e o nome do protagonista Nicky Belane rima sugestivamente com o nome do escritor Mickey Spillane, assim como com o personagem Rick Blaine, de Casablanca.